# Campionati italiani assoluti di scherma del 1934
I Campionati italiani assoluti di scherma del 1934 sono stati organizzati dalla Federazione Italiana Scherma.
Nel fioretto, si sono aggiudicati i titoli dei campionati italiani Gioacchino Guaragna, alla sua sesta affermazione, e Germana Schwaiger, che ha così conseguito il quinto successo personale.
Il titolo della spada è andato a Saverio Ragno, che ha vinto il suo terzo titolo dopo quelli del 1926 e 1933.
Nella sciabola Gustavo Marzi ha bissato il titolo dell'anno precedente, 

## Podi

### Uomini
| Specialità  | Oro                 | Argento | Bronzo |
| Individuali |                     |         |        |
| Fioretto    | Gioacchino Guaragna | -       | -      |
| Spada       | Saverio Ragno       | -       | -      |
| Sciabola    | Gustavo Marzi       | -       | -      |

### Donne
| Specialità  | Oro               | Argento | Bronzo |
| Individuali |                   |         |        |
| Fioretto    | Germana Schwaiger | -       | -      |